# Універсальний агент
Червоний агент (англ. Agent Red) — бойовик 2000 року.

## Синопсис
В кінці 50-х років з секретної лабораторії на одній з військових баз США безслідно зникли капсули із смертельно небезпечною біологічною зброєю. Минуло понад 40 років і, нарешті, Росія вирішила повернути пропажу власникам для знищення. Операція є настільки секретною, а вантаж настільки небезпечним, що сторони домовилися для транспортування використовувати американський атомний підводний човен. Капітану спецпідрозділу армії США Метту Гендріксу доручають супроводжувати небезпечний вантаж. Однак, незважаючи на всі заходи безпеки, секретна інформація потрапляє до терористичного угруповання, до якого входять колишні співробітники КДБ. Терористи вирішують захопити смертоносний вантаж для того, щоб одночасно завдати удару і по Росії, і по Америці.

## У ролях
| Актор              | Роль                   |
| ------------------ | ---------------------- |
| Дольф Лундгрен     | капітан Метт Гендрікс  |
| Мелані Пол         | доктор Лінда Крістіан  |
| Олександр Кузнецов | Кретц                  |
| Наталі Редфорд     | Надя                   |
| Рендольф Ментут    | адмірал Едвардс        |
| Ніл Матараццо      | лейтенант Матараццо    |
| Тоні Бекер         | лейтенант Джек Колсон  |
| Стів Істін         | капітан Рассерл        |
| Аллан Колман       | Зіггі                  |
| Ларрі Керролл      | диктор                 |
| Роберт Донован     | генерал Міновські      |
| Пет Скелтон        | Боренц                 |
| Мелісса Брасселл   | доктор Бейкер          |
| Стів Френкен       | генерал Сокка          |
| Ленні Джуліано     | капітан                |
| Стефен Махт        | генерал Стіллвелл      |
| Білл Ланглуа Монро | президент              |
| Пітер Спеллос      | полковник КДБ Корський |
| Сонні Кінг         | коммандер Роджерс      |